# Swynnertons sterrenpaapje

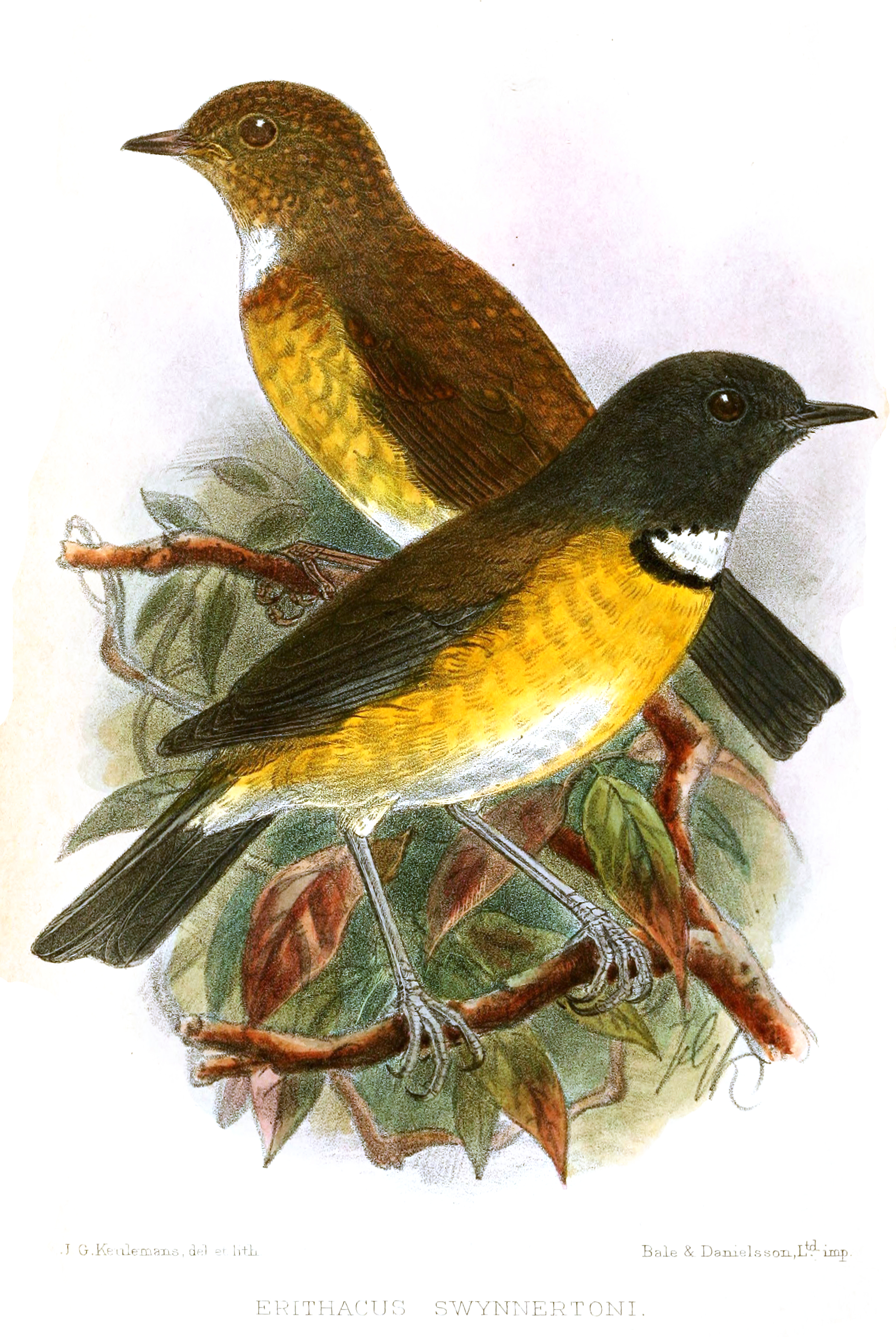
Swynnertons sterrenpaapje. Afbeelding gemaakt door John Gerrard Keulemans.

Swynnertons sterrenpaapje (Swynnertonia swynnertoni) is een zangvogel uit de familie Muscicapidae (vliegenvangers). De vogelsoort werd op 17 juni 1905 in het grensgebied tussen wat nu Mozambique en Zimbabwe is, door Charles Francis Massy Swynnerton verzameld en in 1906 door George Ernest Shelley geldig beschreven en vernoemd naar de vinder.

## Verspreiding en leefgebied
Deze soort telt 2 ondersoorten:
- S. s. swynnertoni: zuidelijk Zimbabwe en westelijk Mozambique.
- S. s. rodgersi: centraal Tanzania.

Het leefgebied bestaat uit montaan tropisch bos op hoogten tussen 850 en 1850 m boven zeeniveau. In de streek oostelijk van het Usambaragebergte komt de soort ook voor in lager gelegen natuurlijk bos tussen de 130 en 550 m. Deze soort is zeer gevoelig voor aantasting van het bos door houtkap en snoeien. Daarom staat de vogel als kwetsbaar op de Rode Lijst van de IUCN.